# Classe Amorim do Valle

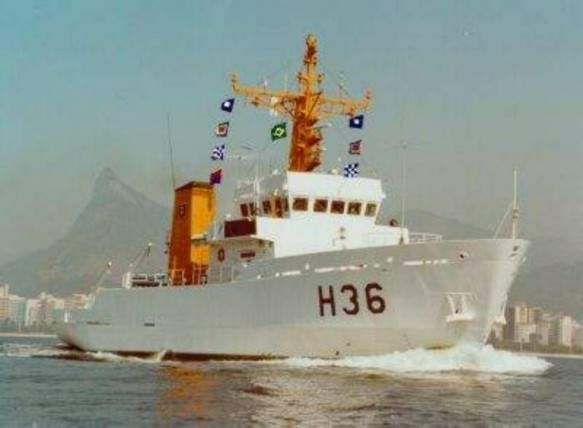
NHo Taurus (H-36)
Classe

A Classe Amorim do Valle é uma classe de navio-hidroceanográfico (NHOc) da Marinha do Brasil originariamente da Classe River da Marinha Real Britânica.
Os navios foram construidos entre os anos de 1984 e 1986, pelos Estaleiros Richards em Lowestoft e Great Yarmouth, Grã-Bretanha. Dos doze barcos lançados ao mar, sete foram adquiridos pela Marinha do Brasil, sendo que quatro foram adaptados para a função de Navios Patrulha Costeiros (NaPaCo) e agrupados na Classe Bracuí.
Os outros três barcos, foram convertidos para navio-hidroceanográfico, no Arsenal de Marinha do Rio de Janeiro na Ilha das Cobras, uma vez que originariamente estas embarcações foram construídas como navio-varredor.
Estes navios foram incorporados a Marinha do Brasil em 1995. Exerceram inicialmente a função de navios balizadores, realizando sinalização náutica. Depois, foram transferidos e reclassificados como navios-hidroceanográfico.
Afeto à Diretoria de Hidrografia e Navegação da Marinha do Brasil, a sua missão é a de efetuar levantamentos de batimetria, varredura sonar e coleta de dados hidroceanográficos.Estes navios serviram de plataforma para a instalação de modernos sistemas hidroceanográficos.

## Lista de Navios
- H-35 - NHOc Amorim do Valle (H-35) (ex-HMS Humber)
- H-36 - NHOc Taurus (H-36) (ex-Navio Balizador Jorge Leite; ex-HMS Ribble)
- H-37 - NHOc Garnier Sampaio (H-37)  ex-HMS Helmsdale)

## Características
- Deslocamento: 890 ton
- Dimensões: 47,5 x 10,5 x 2,9 m
- Velocidade (nós): 14 nós
- Raio de Ação (milhas): 4.500 milhas (velocidade de 10 nós)
- Tripulação: 30 homens